# Clubiona tsurusakii
Clubiona tsurusakii este o specie de păianjeni din genul Clubiona, familia Clubionidae, descrisă de Hayashi, 1987. Conform Catalogue of Life specia Clubiona tsurusakii nu are subspecii cunoscute.